# Туре, Зарго
Зарго́ Туре́ (фр. Zargo Touré; 11 ноября 1989, Дакар, Сенегал) — сенегальский футболист, защитник клуба «Дижон» и сборной Сенегала. Участник Олимпийских игр в Лондоне 2012.

## Клубная карьера
Туре начал заниматься футболом сенегальском клубе «Спортинг Дакар».
В 2008 году подписал трёхлетний контракт с французским клубом «Булонь», выступавшим в Лиге 2. Первый матч за новый клуб сенегалец провёл 1 августа 2008 года против «Амьена». Туре сразу стал игроком основного состава, в первом сезоне он сыграл 32 матча, 25 из них он начинал в стартовом составе. «Булонь» по итогам сезона 2008/09 получила право выступать в Лиге 1 в первый раз в своей истории.
Сезон 2009/10 сложился неудачно как для Зарго, так и для его клуба. Защитник провёл в Лиге 1 всего 14 встреч, первую из которых была против «Ренна». А «Булонь» заняла 19 место и вылетела обратно в Лигу 2.
Следующие два сезона Туре являлся важной частью оборонительных порядков его клуба, приняв участие в 65 матчах и забив 2 мяча.
перед началом сезона 2012/13 Зарго был отдан в годичную аренду с правом выкупа в другой клуб Лиги 2, «Гавр». Первый матч за «Гавр» Туре сыграл 13 августа 2012 года. За сезон Зарго провёл 36 матчей, каждый из которых начинал в стартовом составе. Летом 2013 года руководством «Гавра» было принято решение воспользоваться правом выкупа игрока у «Булони».

## Карьера в сборной
Зарго был включён в состав олимпийской сборной Сенегала на Олимпийские игры 2012 в Лондоне. На турнире он провёл все 4 матча сборной, добравшись до четвертьфинала.
За сборную Сенегала Туре дебютировал в отборочном матче к Кубку африканских наций 2013 против сборной Кот-д’Ивуара.